# Anisodes ochricomata
Anisodes ochricomata là một loài bướm đêm trong họ Geometridae.